# 三条石历史博物馆
三条石历史博物馆，位于位于中华人民共和国天津市红桥区博物馆大街5号，1959年9月27日正式开放，是以三条石地区铸铁机器制造业发展史为基本陈列内容的地方专业性博物馆，周恩来总理题写馆名，原址为聂士成祠堂，1976年7月受到唐山大地震波及，馆舍曾损毁。